# Гемозак
Гемозак (фр. Gémozac) насеље је и општина у западној Француској у региону Поату-Шарант, у департману Приморски Шарант која припада префектури Сент.
По подацима из 2011. године у општини је живело 2791 становника, а густина насељености је износила 87,41 становника/km². Општина се простире на површини од 31,93 km². Налази се на средњој надморској висини од метара (максималној 48 m, а минималној 17 m m).

## Демографија
| 1962. | 1968. | 1975. | 1982. | 1990. | 1999. | 2011. |
| ----- | ----- | ----- | ----- | ----- | ----- | ----- |
| 2.194 | 2.236 | 2.388 | 2.381 | 2.333 | 2.352 | 2.791 |

График промене броја становника у току последњих година